# 20081 Occhialini
20081 Occhialini eller 1994 EE3 är en asteroid i huvudbältet som upptäcktes den 12 mars 1994 av de båda italienska astronomerna Maura Tombelli och Vittorio Goretti vid Cima Ekar-observatoriet. Den är uppkallad efter den italienska fysikern Giuseppe Occhialini.